# Promet Rumunjske
Razvoj rumunjskih prometnica još je manjkav, pogotovo cestovna mreža; na ovom velikom teritoriju ima tek 120 km autocesta, a planinska su područja poprilično izolirana. U usporedbi sa susjednim zemljama, broj automobila je prilično malen. Željeznička mreža raspolaže s više od 11 000 km pruga i uz riječnu plovidbu (1 600 km plovnih putova povezanih s Dunavom), obavlja teretni promet. Najveće zračne luke su uz Bukurešt i Constanţu, grad na Crnome moru koji je ujedno glavna rumunjska morska luka.